# Hypothyris klotsi
Hypothyris klotsi är en fjärilsart som beskrevs av Fox 1941. Hypothyris klotsi ingår i släktet Hypothyris och familjen praktfjärilar. Inga underarter finns listade i Catalogue of Life.